# 遠東世紀廣場
24°59′51″N 121°29′12″E / 24.99750°N 121.48667°E
遠東世紀廣場，為台灣新北市中和區中正路、連城路口的商業辦公大樓，毗鄰國道三號福爾摩沙高速公路中和交流道。

## 興建歷史
遠東世紀廣場園區之原址為艾德蒙海外股份有限公司廠房，1993年艾德蒙廠房移往中國大陸。1997年，艾德蒙海外公司與遠雄集團大都市建設共同合作開發興建遠東世紀廣場，並於同年設計完成。由於開發面積廣大，遠東世紀廣場分為二期開發；第一期於1998年初興建完成，第二期則於1999年6月設計完成。

## 數據
遠東世紀廣場之基地面積為一萬八千坪，總建築面積為21萬坪，地上18層、地下4層，共計12棟RC構造全彩帷幕玻璃大樓。第一期面積為337,424平方公尺，第二期為324,120.78平方公尺。

## 進駐企業
- 帝駒國際集團
- 鵬驥實業
- 文曄科技
- 艾睿電子
- 美超微
- 遊戲橘子
- 大宇資訊
- 十銓科技
- 宇峻奧汀
- 麗台科技
- 威剛科技
- 美達科技
- 高創科技
- 新光產物保險
- 青雲國際科技
- 浩然科技
- 捕夢網科技
- 妮思媞診所
- 冠捷科技
- 六員環
- 瑞竣科技
- 偉詮電子
- 鴻緯智慧科技
- 鴻翊國際
- 環天科技
- 晶焱科技
- 三商電腦
- Quixant英商鼎通盛股份有限公司

## 交通

### 台北聯營公車
- 「連城中正路口」站牌
  - 57
  - 201
  - 214
  - 214直達車
  - 275
  - 307莒光
  - 307西藏
  - 311
  - 311區間車
  - 706
  - 707
  - 793
  - 796
  - 908
  - 921
  - 950
  - 985
  - 捷運頂溪站-捷運頂埔站跳蛙公車

### 新北市公車
- 「中正路」站牌
  - 262
  - 橘5

- 「建一路」站牌
  - 橘3
  - 藍18

### 台北捷運
- 萬大樹林線連城錦和站於連城路與錦和路口設站。

## 鄰近設施
- 國道三號中和交流道
- 台64線
- 中和國民運動中心
- 財政部北區國稅局中和稽徵所
- 雙和醫院
- 好市多中和店
- 錦和運動公園
- 衛生福利部雙和醫院